# أندرو كلارك (لاعب كريكت)
أندرو كلارك (9 نوفمبر 1975 في المملكة المتحدة - ) (بالإنجليزية: Andrew Clarke)‏ هو لاعب كريكت بريطاني. لعب مع Cambridgeshire County Cricket Club ‏ ونادي مقاطعة ساسكس للكريكت ‏ وEssex Cricket Board ‏.